# Sigge Jansson
Sigge Jansson, né le 10 novembre 2005 à Göteborg en Suède, est un footballeur suédois qui évolue au poste de défenseur central au BK Häcken.

## Biographie

### En club
Né à Göteborg en Suède, Sigge Jansson commence le football avec le Azalea BK avant d'être formé par le BK Häcken. En avril 2023, il signe son premier contrat professionnel avec son club formateur. Il est dans le même temps promu en équipe première alors qu'il évoluait jusqu'ici avec l'équipe des moins de 19 ans du BK Häcken. Il joue son premier match en professionnel lors d'une rencontre d'Allsvenskan, l'élite du football suédois le 15 avril 2023, lors de la troisième journée de la saison 2023 contre le Kalmar FF. Il entre en jeu à la place de Samuel Gustafson et son équipe est battue (1-3 score final).
Le 1er septembre 2023, Jansson est prêté au Tvååkers IF (en) jusqu'à la fin de la saison. Puis il fait son retour au BK Häcken.
Il joue la finale de la Coupe de Suède le 29 mai 2025 où son équipe affronte le Malmö FF. Häcken s'impose après une séance de tirs au but et il remporte ainsi son premier trophée.

### En sélection
Sigge Jansson représente l'équipe de Suède des moins de 18 ans, faisant sa première apparition le 24 septembre 2022 contre l'Autriche. Il est titularisé et son équipe s'impose après une séance de tirs au but.

## Palmarès
BK Häcken
- Coupe de Suède :
  - Vainqueur : 2024-2025.